# 耶奥里·冯·布朗
耶奥里·冯·布朗（瑞典語：Georg von Braun，1886年3月21日—1972年8月23日），瑞典男子马术运动员。他曾代表瑞典参加1920年和1924年夏季奥林匹克运动会马术比赛，其中1924年奥运会获得团体场地障碍赛金牌，1920年奥运会获得团体三日赛金牌。